# 高宮納涼花火大会
高宮納涼花火大会（たかみやのうりょうはなびたいかい）は、滋賀県彦根市の犬上川無賃橋一帯河川敷において開催される花火大会。かつては毎年7月第二土曜に滋賀県で最初に開催される花火大会であった。

## 概要
犬上川河川敷を舞台にした花火大会。オープニングはカウントダウンスターマインで始まる。プログラムの随所に仕掛け・ネオンサイン花火があるが、メインはスターマインである。後半には特大サイズのスターマインが上げられる。
当花火大会は20時00分に点火式が行われ、21時00分頃にフィナーレを迎える。なお、当花火大会で打ち上げられるスターマインは3ヵ所打ち・5ヵ所打ちとなっている。

## アクセス
鉄道
- 近江鉄道本線・多賀線高宮駅より徒歩10分[1]
- JR琵琶湖線（東海道本線）南彦根駅より徒歩20分[1]

自動車
- 名神高速道路彦根ICより20分[1]

## その他
- 2020年 - 2022年は新型コロナウイルスの影響により開催中止[注 2]となったが、2022年1月2日・4日・5日に「新春高宮秘密の花火」が開かれた[3]。